# 34198 Oliverleitner
34198 Oliverleitner è un asteroide della fascia principale. Scoperto nel 2000, presenta un'orbita caratterizzata da un semiasse maggiore pari a 2,5568765 au e da un'eccentricità di 0,1016362, inclinata di 3,34285° rispetto all'eclittica.